# 카핑 베토벤
《카핑 베토벤》(영어: Copying Beethoven)는 2006년에 개봉한 교향곡 9번를 작곡한 루트비히 판 베토벤의 팩션영화이다.

## 줄거리
영화는 1827년 베토벤이 천둥번개가 치는 침대에서 죽어가는 것으로 시작하며, 그의 필경사 안나 홀츠는 그를 보기 위해 제때 도착하여 그가 죽기 전에 마침내 그의 푸가를 들었다고 말한다.
이야기는 1824년 베토벤이 교향곡 9번을 마무리하는 시점으로 돌아간다. 그는 난청, 외로움, 개인적인 트라우마에 시달린다. 새로운 필경사 안나 홀츠가 고용되어 작곡가가 첫 공연을 위한 교향곡 악보를 준비하는 것을 돕는다. 안나는 젊은 음악원 학생이자 촉망받는 작곡가이다. 그녀의 작품에 대한 이해는 그가 저지른 실수(의도적으로 만든 실수)를 수정할 정도이며, 그녀의 성격은 그의 사적인 세계로의 문을 연다. 베토벤은 처음에는 회의적이었지만, 서서히 안나의 도움을 신뢰하게 되고 결국 그녀에게 의존하며 존경심과 심지어는 감탄하는 시선으로 그녀를 보게 된다.
안나 홀츠(베토벤이 항상 그녀를 부르는 방식대로)는 그의 필경사로 파견되지만, 여자라는 이유로 끊임없이 하대받고, 하녀, 가정부, 심지어는 매춘부로 오인된다. 그러나 이러한 가정들을 꽤나 불쾌하게도 이겨내고, 안나는 베토벤에게 자신을 필경사로서 뿐만 아니라 친구로서, 그리고 그가 보기에 그의 제자이자 후계자로서 증명해 보인다. 그녀는 베토벤이 무대에서 마지막 콘서트가 될 공연에서 오케스트라를 지휘할 때, 그의 음악가들 사이에 숨어 (비록 상단 좌석에서는 볼 수 있었지만) 그를 지휘하며 동시에 그녀의 움직임을 따라 지휘하도록 도운 후, 그에게서 큰 존경을 받게 된다. 안나는 그녀의 연인 마르틴 바우어에게 그의 교향곡 완성을 돕고, 그녀의 작품을 보여준 후 즉시 떠나겠다고 동의했지만, 대신 계속해서 그의 필경사로 그를 돕는다.
베토벤에게서 받은 존경을 본 안나는 자신이 작곡한 곡을 그에게 보여준다. 베토벤은 무심코 그리고 무분별하게 그녀를 모욕한다. 다시 돌아가지 않을 준비가 되어 있던 안나는 증조할머니와 수녀원에서 수녀들과 함께 지낸다. 안나는 베토벤이 그녀를 고용하고 그의 가르침 아래 두기 위해 필사적으로 수녀원으로 달려와 무릎을 꿇고 안나에게 돌아와 그들 둘의 음악에 대해 동등하게 일해달라고 간청하자 놀란다. 그는 그녀에게 낭만주의, 음악, 그리고 주로 그녀의 예술적인 면을 자유롭게 하는 방법을 가르치기 시작한다. 그의 짜증 나는 행동을 계속하며 베토벤은 마르틴이 공학 경연을 위해 만든 다리 모형을 부수어 마르틴 또한 망친다. 화가 난 안나는 베토벤에게 그녀가 마르틴을 사랑했는지 생각해본 적 있냐고 따진다. 베토벤은 "넌 그를 사랑하지 않아."라고 대답한다. 이 말을 듣고 안나는 화가 나서 대신 베토벤을 사랑해야 하냐고 묻는다. 베토벤은 다시 "아니. 넌 내가 되고 싶어 하는 거야."라고 대답한다. 여기서 안나는 베토벤이 옳은 일을 했다는 데 동의하고, 그와 계속해서 일하며, 그의 고난과 실패를 극복하도록 밀어붙이고, 그가 죽을 때까지(1827년 3월 26일) 그의 침대 곁을 지킨다. 영화는 안나가 마침내 베토벤을 포함한 다른 모든 작곡가들과는 다른 독특한 예술가로서 자신을 받아들이고, 유망한 미래를 위해 자신을 준비하는 것으로 끝난다.

## 출연
- 에드 해리스 - 루트비히 판 베토벤
- 다이앤 크루거 - 안나 홀츠
- 매슈 구드 - 마틴 바우어
- 조 앤더슨 - 칼 베토벤
- 필리다 로우 - 카니시우스 수녀

## 한국판 성우진(KBS)
- 장광 - 베토벤(에드 해리스)
- 은미 - 안나 홀츠(다이앤 크루거)
- 김규식 - 슐레머(랠프 리아치)
- 양석정 - 마틴 바우어(매슈 구드)
- 정훈석 - 칼 베토벤(조 앤더슨)
- 이연희 - 카니시우스 수녀(필리다 로우)
- 김영진 - 루디(빌 스튜어트) / 아래층 이웃(데이빗 케네디)
- 이광수 - 크렌스키(앤거스 바넷) / 대공(니콜라스 존스)
- 윤승희 - 늙은 여자(마티엘록 깁스)